# NGC 5853
NGC 5853 ist eine 13,7 mag helle Balkenspiralgalaxie vom Hubble-Typ SBb im Sternbild Bärenhüter. 
Sie wurde am 19. Mai 1881 von Édouard Stephan entdeckt.